# Otis Wilson
Otis Ray Wilson (Brooklyn, 15 settembre 1957) è un ex giocatore di football americano statunitense che ha giocato nel ruolo di linebacker per la maggior parte della carriera con i Chicago Bears della National Football League (NFL). Al college ha giocato a football all'Università di Louisville.

## Carriera
Wilson fu scelto nel primo giro (19º assoluto) del Draft NFL 1980 dai Chicago Bears, con cui disputò nove anni di carriera nella NFL. Come outside linebacker titolare, Wilson giocò in una delle difese più dominanti della storia del football, parte di un trio di linebacker che comprendeva anche Mike Singletary e Wilber Marshall. Questa difesa contribuì alla vittoria dei Bears nel Super Bowl XX.
Il ruolo di Wilson nel 1985 fu uno dei più importanti. Malgrado il non poter dirigere la difesa e chiamare gli schemi difensivi come il compagno Mike Singletary, egli era probabilmente il pass-rusher più temuto della squadra e il giocatore che suscitava maggiore intimidazione negli avversari. Dal momento che Singletary giocava nel mezzo fermando le corse e Wilber Marshall era libero di svariare nel campo, Wilson era il maggior cacciatore di sack di Chicago. Terminò con 10,5 quell'anno e costrinse diverse volte i quarterback avversari a forzare tiri improvvisati.
Wilson giocò coi Bears fino al 1987, con gli infortuni che lo tennero fuori dai campi di gioco nella stagione successiva. Nel 1989 firmò coi Los Angeles Raiders ma vi giocò una sola partita prima di ritirarsi. Terminò le sue nove stagioni con 36 sack, 8 fumble recuperati, 10 intercetti e 2 touchdown in 110 gare.

## Palmarès

### Franchigia
- Super Bowl : 1

Chicago Bears: Super Bowl XX
- National Football Conference Championship: 1

Chicago Bears: 1985

### Individuale
- Convocazioni al Pro Bowl: 1

1985
- All-Pro: 2

1984, 1985

## Statistiche
| Sack       | 36 |
| Intercetti | 10 |